# Дев'ятисил безстеблий
Дев'ятис́ил безст́еблий, або відка́сник безстебловий (Carlina acaulis) — багаторічна приземна розеткова рослина з родини айстрових.

## Ботанічні характеристики
Багаторічна трав'яниста рослина. Стебло вкорочене. Листки пірчасторозсічені майже до середньої жилки, розсіяно-запушені, колючі. Квітки зібрані в досить великі кошики, що сидять посередині листкових розеток. Листочки-обгортки неоднакові: зовнішні — зелені, листоподібні; середні — темно-бурі з розгалуженими колючками по боках; внутрішні — пелюсткоподібні, жовтувато-білуваті, блискучі. Спільне квітколоже вкрите плівками. Плоди — сім'янки, волосисті, з чубком, складеним з одного ряду розгалужених перистих щетинок. Цвіте в липні — вересні.

## Поширення
Поширений у горах Європи — Піренеях, Севеннах, Юрі, Альпах, Апеннінах, Балканах, Карпатах. Росте на сухих луках, гірських схилах, лісових галявинах у лісовому та субальпійському поясах (500–1500 м). В Україні характерний для Бескидів, Ґорґан, Свидовця, Чорногори, Чивчин, Гринявських гір і Мармароського масиву. Взятий під охорону.

## Фармакологічні властивості
Для лікування вживається корінь, який містить ефірну олію, дубильні речовини, смоли, до 20% інуліну тощо. Використовується як сечогінне, потогінне, відхаркувальне, при затримці менструацій.

## Лікарські форми і застосування
Відвар з коріння п'ють при простудних захворюваннях сечових шляхів і нирок, при болях у шлунку і запаленні легень. Крім того ним лікують ниркові набряки, відвар виганяє глистів.
Для відвару беруть 3 г коріння на 0,5 л кип'яченої води. Замість відвару використовують також порошок з розтертого сухого коріння.